# Gmina Leshnjë
Gmina Leshnjë (alb. Komuna Leshnjë) – gmina położona w środkowej części Albanii. Administracyjnie należy do okręgu Skrapar w obwodzie Berat. W 2011 roku populacja gminy wynosiła 496, 234 kobiety oraz 262 mężczyzn, z czego Albańczycy stanowili 97,58% mieszkańców.
W skład gminy wchodzi osiem miejscowości: Turbohova, Kapinova, Krasta, Krushova, Faqekuqe, Gostrenski, Leshnja, Vlusha.